# Dirección General de Relaciones con las Comunidades Autónomas y Entes Locales
La Dirección General de Relaciones con las Comunidades Autónomas y Entes Locales fue un órgano directivo de la Secretaría General de Coordinación Territorial que entre 2017 y 2018 se encargó de las relaciones entre el Gobierno y las otras administraciones del Estado. La dirección general fue suprimida el 23 de junio de 2018.

## Funciones
Debido al complejo área que trata esta Dirección General, tenía numerosas funciones, y eran las siguientes:
- El análisis, impulso y seguimiento de las relaciones de cooperación multilateral entre la Administración General del Estado y las Administraciones de las Comunidades Autónomas y de la actividad de los órganos de cooperación multilateral entre ellas, especialmente las Conferencias Sectoriales; y, en particular, el apoyo y asistencia que con este fin se preste a los Departamentos ministeriales, así como el seguimiento de las decisiones adoptadas en aquellas.
- La organización, impulso y coordinación del sistema de relaciones de colaboración interdepartamentales e interadministrativas relativas a la ejecución del Programa de Garantía de la Unidad de Mercado y la implementación de la Ley 20/2013, de 9 de diciembre, de garantía de la unidad de mercado, en coordinación con el Ministerio de Economía, Industria y Competitividad.
- El informe de los proyectos de convenios que se suscriban entre la Administración General del Estado y sus organismos públicos y entidades de derecho público vinculados o dependientes, con las Administraciones de las Comunidades Autónomas y de las entidades locales, previo a la autorización del Ministerio de Hacienda y Función Pública a que se refiere el artículo 50.2.c) de la Ley 40/2015, de 1 de octubre, de Régimen Jurídico del Sector Público.
- El impulso y seguimiento de los planes conjuntos a los que se refiere el artículo 151.2.a) de la Ley 40/2015, de 1 de octubre, de Régimen Jurídico del Sector Público.
- El análisis, impulso y coordinación técnica en la Administración General del Estado del uso de las lenguas oficiales, a través del Consejo de las Lenguas Oficiales en la Administración General del Estado y de la Oficina para las Lenguas Oficiales, así como el cumplimiento de la Carta Europea de Lenguas Regionales y/o Minoritarias, del Consejo de Europa, particularmente a través de la preparación de los informes trianuales de seguimiento.
- La gestión del Registro Electrónico estatal de Órganos e Instrumentos de Cooperación del sector público estatal, sección correspondiente a los Órganos de Cooperación.
- El seguimiento jurídico de los aspectos competenciales de los proyectos normativos, las disposiciones y los actos de las comunidades autónomas desde el punto de vista de su adecuación a la Constitución y al bloque de constitucionalidad, especialmente a través de la Comisión de Seguimiento de Disposiciones y Actos de las Comunidades Autónomas, con inclusión, cuando proceda, de su análisis en el ámbito de la Garantía de Unidad de Mercado.
- El informe de asuntos que afecten a la distribución de competencias con las comunidades autónomas que se indiquen por los órganos competentes al efecto y en los supuestos previstos en el artículo 26.5 de la Ley 50/1997, de 27 de noviembre, del Gobierno, con inclusión, cuando proceda, de su impacto competencial en el ámbito de la Garantía de Unidad de Mercado.
- La coordinación de las actuaciones de las Comisiones Bilaterales de Cooperación en lo relativo al cumplimiento de las previsiones del artículo 33 de la Ley Orgánica 2/1979, de 3 de octubre, del Tribunal Constitucional, así como el impulso de las relaciones de cooperación con los departamentos ministeriales para la prevención y solución extra-procesal de la conflictividad competencial.
- La elaboración de propuestas de acuerdos del Presidente del Gobierno o del Consejo de Ministros sobre recursos de inconstitucionalidad, requerimientos de incompetencia y conflictos de competencia.
- El desempeño de las funciones de las secretarías de las Comisiones Bilaterales de Cooperación y, en general, la participación en órganos bilaterales de cooperación entre el Estado y las comunidades autónomas, salvo que de la norma de creación del órgano bilateral de cooperación o de la que regule su composición, se derive lo contrario, así como el seguimiento de la ejecución de los acuerdos adoptados en ellos.
- El análisis y valoración de los aspectos relativos a los traspasos de funciones y servicios a las comunidades autónomas, la coordinación de las secretarías de las Comisiones Mixtas de Transferencias, la colaboración con el Ministerio de Hacienda y Función Pública y con los Ministerios afectados por el traspaso en la valoración económica de los costes efectivos de los servicios objeto de traspaso, así como la tramitación, el impulso y el seguimiento de todas las fases de los procedimientos de traspaso hasta la adopción de los acuerdos de las Comisiones Mixtas y su aprobación por el Gobierno.
- Las relaciones y la colaboración con las comunidades autónomas y con las entidades locales, directamente o a través de sus asociaciones, en materia de gobierno y administración local, dentro del ámbito de competencias que corresponden a la Secretaría General de Coordinación Territorial.
- La preparación de los asuntos y la ejecución de los acuerdos de la Conferencia Sectorial para Asuntos Locales, de la Comisión Nacional de Administración Local, de la Comisión Interadministrativa de Capitalidad y de la Comisión de Colaboración Estado-Comunidad Autónoma de Cataluña-Ayuntamiento de Barcelona, desempeñando las funciones propias de la secretaría de estos órganos y de aquellos que sean de apoyo.
- La elaboración, propuesta e informe de las disposiciones del Estado que afecten a las entidades locales, el seguimiento e informe de leyes, proyectos y proposiciones de ley de las comunidades autónomas que afecten a las citadas entidades y el asesoramiento jurídico a las administraciones públicas en materia de régimen jurídico local.
- La gestión del Registro de Entidades Locales a que se refiere el artículo 3 de la Ley 7/1985, de 2 de abril, Reguladora de las Bases del Régimen Local.
- El reconocimiento de firma de los documentos expedidos por las entidades locales, dentro del procedimiento de legalización diplomática de estos documentos cuando deban surtir efectos en países no firmantes del Convenio de La Haya, de 5 de octubre de 1961.
- La gestión de los sistemas de indicadores de ámbito local relacionados con las competencias de la Dirección General de Relaciones con las Comunidades Autónomas y Entes Locales.
- La elaboración de propuestas de acuerdo del Consejo de Ministros relativas a las consultas populares municipales.
- El seguimiento y la tramitación de las cuestiones que se susciten entre municipios pertenecientes a distintas comunidades autónomas sobre deslinde de sus términos municipales.
- La gestión de los programas económicos de cooperación local y de los correspondientes créditos presupuestarios estatales así como de los programas europeos de aplicación en el área de las entidades locales.
- La asistencia técnica y evacuación de consultas de las entidades locales en relación con las materias de contenido económico, en el ámbito de competencias de la Dirección General.
- La actuación como organismo intermedio para la gestión de los Fondos Comunitarios dirigidos a las entidades locales, cuando así se haya previsto en el instrumento jurídico correspondiente.
- La preparación de los asuntos y la ejecución de los acuerdos de la Conferencia para Asuntos Relacionados con la Unión Europea y el desempeño de las funciones propias de la secretaría de la Conferencia y de sus órganos de apoyo.
- El seguimiento de la participación de las comunidades autónomas y las entidades locales en los asuntos europeos y las actividades en el exterior de las mismas, en colaboración con el Ministerio de Asuntos Exteriores y de Cooperación y con los demás departamentos ministeriales, y la preparación y participación en foros y grupos de trabajo europeos e internacionales con funciones relacionadas con la política territorial, regional y local.
- Las funciones relativas a la cooperación transfronteriza de las comunidades autónomas y las entidades locales y a la autorización a las mismas para la participación en Agrupaciones Europeas de Cooperación Territorial, así como la preparación de los informes previos a la autorización que corresponde al Consejo de Ministros en relación con dichas Agrupaciones.
- La iniciación e instrucción de los procedimientos para la determinación y repercusión de las responsabilidades por incumplimiento del Derecho de la Unión Europea o de los tratados o convenios internacionales de los que España sea parte.

## Estructura orgánica
La Dirección General de Relaciones con las Comunidades Autónomas y Entes Locales estaba integrada por las siguientes unidades con nivel orgánico de Subdirección General:
- La Subdirección General de Cooperación Autonómica.
- La Subdirección General de Régimen Jurídico Autonómico.
- La Subdirección General de Traspasos y Relaciones Bilaterales con las Comunidades Autónomas.
- La Subdirección General de Administración Local.
- La Subdirección General de Cooperación Local.
- La Subdirección General de Relaciones Europeas e Internacionales.